# Casa de Palancas (Tharsis)
La Casa de Palancas es un enclavamiento ferroviario perteneciente al complejo de la antigua estación de Tharsis. La instalación se encuentra situada en el municipio español de Alosno (Huelva), si bien actualmente está abandonada y fuera de servicio. Su estado de conservación actual es medio.

## Descripción
La casa palancas de Tharsis se trata de una instalación que alberga los elementos para el cambio de vías. La edificación está ubicada en la margen izquierda de la vía general del ferrocarril de Tharsis, equidistante a unos 250 metros de los antiguos talleres ferroviarios. El edificio es de planta rectangular, con unas dimensiones aproximadas de 7 metros de longitud y 5 metros de anchura. Está construido en fábrica de ladrillo y cuenta con dos alturas.
La primera planta tiene una ventana de grandes dimensiones, en fachada principal, para faciltiar un buen control del tráfico ferroviario. La planta baja albergaba el mecanismo mediante el cual se lograba el cambio de vías, mientras que en la planta superior se encontraban las palancas que accionaban dicho mecanismo y una chimenea. En la actualidad el edificio se encuentra abandonado y su estado de conservación es medio. 